# P-kiesワンダーランド
P-kiesワンダーランド（ピーキーズワンダーランド）は、フジテレビにより1998年夏に開催された屋外イベントである。
フジテレビ子供番組『ポンキッキーズ』の単一番組イベントパビリオンとして、52万人余りの観客を動員した。
なお、2005年にはお台場冒険王の枠組み内で「P-kiesワンダーランドinホテル・グランパシフィック・メリディアン『岡田ひとみのミニチュアフードねんどワークショップ』」が実施されている。

## 概要
『ひらけ!ポンキッキ』より放映25周年、『ポンキッキーズ』放映5周年の節目である1998年夏に、フジテレビジョン開局40周年（1999年3月）記念事業として、レインボータウン（東京臨海副都心）青海Q地区を暫定利用したメイン会場と、フジテレビ本社屋（1階・7階のみ）で開催された。
テーマソングとして石井竜也（石井ビューティー名義）が「花まつり」を製作し、1998年5月から9月頃にかけて『ポンキッキーズ』番組上で「BON-DANCE」を提唱、イベントと並行して全国キャラバンも展開された。
また、開催期間中にガチャピンが宇宙ステーション・ミールに向かったこと（「1998年 ガチャピン宇宙へ」企画）から、テントステージの「P-kiesホール」間と定期的なテレビ電話（宇宙中継）も予定されたが、ミール側とのスケジュールや通信技術の事情で会期後半に数回しか行われなかった。
このほか、「P-kiesホール」では毎日複数回のミニコンサートが実施されたり、『コニーズタウン』『きかんしゃトーマス』などのアトラクションが設けられた。このイベントでは、フジテレビ本社屋においては恐竜や自然にまつわる上映会など小規模な内容に留まっている。
イベントが開催された青海Q区画は将来の売却を目的とした暫定的な土地運用がされており、2003年から2008年の夏季は「お台場冒険王」などのイベント特設会場とされてきた。その後、2007年に所有者である東京都港湾局が土地売却の募集を行った結果、三井不動産・サンケイビル・フジテレビジョン・大和ハウス工業の事業体が応札し、2012年にダイバーシティ東京として開業した。

## 主なアトラクション
花まつりタワー
会場中央に位置する定期的にBONDANCEを行う会場。盆踊りの櫓相当の鉄塔状の舞台が設けられ、コンパニオンや番組レギュラー出演者が音頭を取る。スケジュールによっては石井竜也、ガチャピン・ムック・Pちゃんらがサプライズで登場した。
P-kiesホール
巨大なテントに設営されたベンチ付きの仮設ホール。ステージには大画面モニターが設置され、待ち時間中は当時一切放送されていなかった1980年代前後の『ひらけ!ポンキッキ』の懐かしい楽曲を映像付きで放映していた（旧作品の再放送は東京キッズクラブで定着することになった）。ガチャピン・ムック・Pちゃんにリトルラビッツ、Folder、ピエール瀧・スチャダラパー・鈴木蘭々ら当時のレギュラー陣がスケジュールによって交互に出演するミニコンサートが実施された。
コニーズタウン
番組内で放送されていたCGアニメ『コニーズタウン』に登場する「コニーちゃんの家」を実物化したもので、建物内にある部屋を伺うことができる。
外側では新東京郵便局の特設出張所が設けられ、コニーちゃんの絵柄の消印が押印された特製台紙（1998年版ふみの日記念50円・80円切手貼付）などが販売され、その風景印が押される特設ポストも設けられた。
サアカス少年團
石井竜也の単独コンサート。ワンダーランド閉館後にP-kiesホールで行われた。